# Márcio Rosário
Márcio Rosário, właśc. Márcio Nascimento Rosário (ur. 21 listopada 1983 w São Mateus) – brazylijski piłkarz, występujący na pozycji środkowego obrońcy.

## Kariera klubowa
Karierę piłkarską Márcio Rosário rozpoczął w klubie Linhares FC w 2003. Rok później trafił do pierwszoligowego EC Juventude. W lidze brazylijskiej zadebiutował 27 sierpnia 2006 w wygranym 1-0 meczu z Paraną Kurytyba. W latach 2007–2008 występował w klubach z lig stanowych SER Caxias, Macaé EFC i Internacionalu Santa Maria  oraz drugoligowej Américe Natal.
Pod koniec 2008 wyjechał do Zjednoczonych Emiratów Arabskich do klubu Al-Jazira. Latem 2010 powrócił do Brazylii, gdzie został zawodnikiem Botafogo FR. W Botafogo zadebiutował 2 października 2010 w zremisowanym 1-1 meczu z CR Flamengo. 1 czerwca 2011 został zawodnikiem ówczesnego mistrza kraju - Fluminense FC. W barwach Flu zadebiutował 18 czerwca 2011 w przegranym 0-1 meczu z EC Bahia. Z Fluminense zdobył mistrzostwo stanu Rio de Janeiro – Campeonato Carioca w 2012. W maju 2012 odszedł do beniaminka brazylijskiej ekstraklasy Náutico Recife, by 12 sierpnia odejść do portugalskiego CS Marítimo.